# Violência e Paixão
Gruppo di famiglia in un interno (bra/prt: Violência e Paixão) é um filme franco italiano de 1974, do gênero drama, dirigido por Luchino Visconti.
É o penúltimo filme dirigido por Visconti.

## Sinopse
O filme conta a história de um professor, interpretado pelo actor Burt Lancaster, que vive sozinho num apartamento, cercado de livros, esculturas, pinturas e outras obras de arte. Certo dia, a marquesa Bianca Brumonti (Silvana Mangano) aparece com uma proposta para ocupar o apartamento de cima. Mesmo não gostando muito da ideia, o professor acaba por aceitar. Juntamente com a marquesa, vem a sua filha, Lietta (Claudia Marsani), o namorado de sua filha, Stefano (Stefano Patrizi), e o seu amante, Konrad (Helmut Berger). Com o passar do tempo, passa a envolver-se com a complicada família.

## Recepção
No site agregador de críticas Rotten Tomatoes, o filme possui uma taxa de aprovação de 78% com base em nove críticas.
Vincent Canby, do The New York Times, escreveu: "O Sr. Lancaster, apesar do bom e velho profissional que é, está horrível, adotando esse jeito humilde de "Birdman of Alcatraz" que ele usa no que ele aparentemente acha que é certo fazer em filmes. "Conversation Piece" é o tipo de filme idiota que o profissional pragmático Burt Lancaster, o herói do filme de ação, bufaria e sairia no meio. Um desastre".
Jamie Havlin, do Louder Than War, deu ao filme oito pontos em 10, comentando "Este penúltimo filme de Visconti é obviamente afetado pela saúde debilitada do diretor. Devido a um derrame sofrido alguns anos antes, tornou-se necessário que as filmagens fossem o mais simples possível, o que significa que tudo foi filmado em um cenário construído inteiramente em estúdio... A atuação geralmente é muito boa, especialmente a performance principal de Burt Lancaster, cuja saúde e vitalidade Visconti esperava durante as filmagens, enquanto os figurinos e cenários são imaculadamente projetados e o cinema apesar da configuração interna, muitas vezes é excelente. Poucos, se houver algum, considerariam isso sua obra-prima, mas o Conversation Piece ainda é uma fatia fascinante do cinema de um cineasta, e embora menor para seus padrões, prefiro assistir do que qualquer coisa atualmente exibida no meu multiplex local."
Um crítico da Time Out London declarou: "Se a intrusão no estilo "dolce vita" é dada distintamente ao estilo de Jacqueline Susann pelo diálogo bastante dissociado na versão em inglês, o Conversation Piece aparece como um mistério visualmente rico e ressonante, muito mais fluido e compreensivo do que Morte em Veneza".
James Evans, da Starburst, deu ao filme oito pontos em 10, pontuando "Ao se aproximar do crepúsculo de sua carreira, Burt Lancaster havia mudado de jovem estrela de ação para personagem sutil e isso está em evidência clara aqui em sua performance melancólica e de olhos tristes. Visconti cria um mundo fora do tempo na casa do professor (não há outro cenário) que é ao mesmo tempo artificialmente irreal e emblemático em relação a sua vida interior. É um filme suntuoso e bonito, feito de forma exuberante, contemplativo e rico em subtexto que deve recompensar outras visões."
Adrian Turner, do Radio Times, deu ao filme três estrelas em cinco, acrescentando" Todos os temas Visconti usuais - a colisão de culturas, o choque entre o antigo e o novo, a iminência da morte - são cobertos à sua maneira opulenta habitual. O filme reuniu o diretor com Burt Lancaster, que estrelou O Leopardo."